# Siberi (Tera Corá)
Siberi, Siberië – osada (wijk) w miejscowości Tera Corá w dystrykcie Bandabou, w kraju autonomicznym Curaçao, należącym do Holandii, w Ameryce Południowej. 20 października 2023 r. liczyła 353 mieszkańców.  